# Ściana (stereometria)
Ściana – ściana powierzchni wielościennej albo wielościanu to jeden z wielokątów, które tworzą jej/jego brzeg.